# Hyposmocoma basivittata
Hyposmocoma basivittata (лат.) — вид роскошных молей эндемичного гавайского рода Hyposmocoma.

## Описание
Бабочки размахом крыльев 12-14 мм. Усики серовато-серые. Щупики сероватые. Голова и грудь бурые. Передние крылья бурые, с заметной белой полосой от основания вдоль складки почти до её середины. за ней расположены три косые белые поперечные полосы. Внешняя из этих полос образует внутренний край удлиненного черноватого пятна. Задние крылья и реснички по их краю серовато-бурые. Брюшко тонкое, темно-бурое. Ноги бледно-серовато-бурые, с беловатыми пятнами в местах сочленения частей ног.

## Распространение
Встречается на острове Мауи в районе вулкана Халеакала на высоте около 1500 м над уровнем моря.